# Centre commercial Saint Sébastien
Le Centre Commercial Saint Sébastien est un centre commercial situé dans le cœur de ville de Nancy, préfecture de Meurthe-et-Moselle, à proximité de la Gare de Nancy et du centre-ville.

## Histoire
Le centre commercial Saint Sébastien est un espace qui a ouvert au public le 31 mars 1976. Il a été construit sur l'emplacement de nombreux immeubles insalubres, entre 1975 et 1976. Le centre commercial est composé de 107 boutiques et implanté dans le quartier Charles III, actuellement en pleine mutation avec la construction d'un nouvel écoquartier baptisé Nancy Grand Cœur et la rénovation de la place du marché : place Henri-Mengin. 

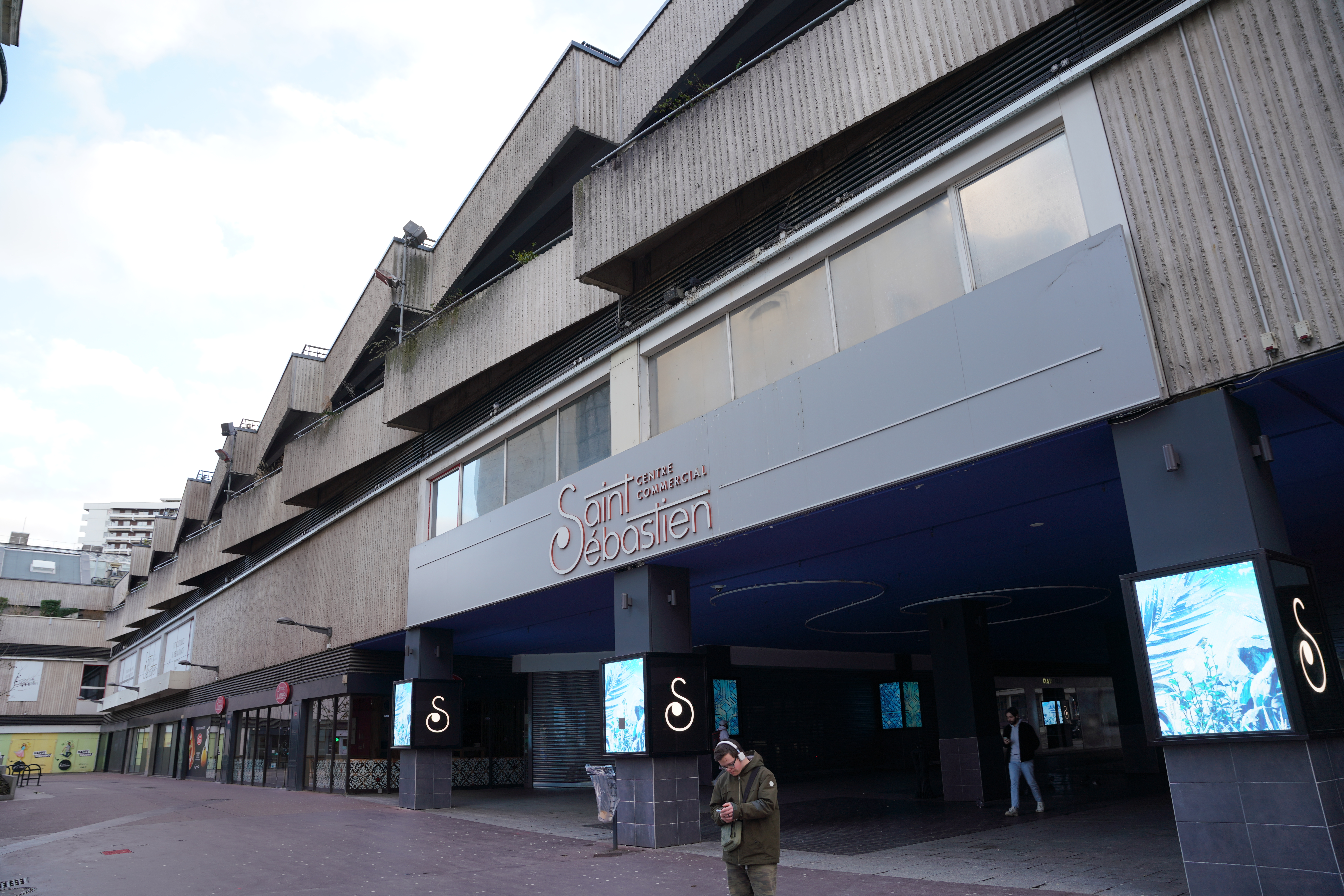
l'entrée rue Clodion.

Le centre commercial a ouvert ses portes avec historiquement un supermarché sur deux niveaux sous l'enseigne Codec, à laquelle a succédé Euromarché, puis Casino et enfin actuellement Monoprix. Une restructuration a été menée à la suite du départ d'Euromarché en 1995 et a permis l'extension des surfaces commerciales au premier étage.
En 2016, le centre est complément rénové avec une nouvelle décoration inspirée de la ville de Nancy. 
Cet établissement a une architecture extérieure en béton et est inséré dans une zone résidentielle verticale des années 1970 avec la présence de cinq immeubles de grande hauteur. Il entoure un lieu de culte dont il a pris le nom : l'église Saint-Sébastien.
Le quartier a été partiellement démoli du fait de l'insalubrité des habitations dans les années 1970 et a permis la construction du quartier actuel, compte tenu des besoins en logement. Une partie des populations résidentes de cet ancien quartier fut délogée vers le quartier de la Californie à Jarville-la-Malgrange.
Lors de l'épidémie de Covid 19, le centre a dû fermer ses portes à partir du samedi 30 janvier 2021 au mercredi 19 mai 2021.

## Offre commerciale
Le centre est construit sur cinq niveaux dont un sous-sol, deux niveaux dédiés au commerce et deux niveaux de parking. Le centre accueille plus de 107 boutiques avec une offre orientée vers l'équipement de la personne, des services. Il fait l'objet régulièrement d'animations culturelles ou associatives.

## Événementiel

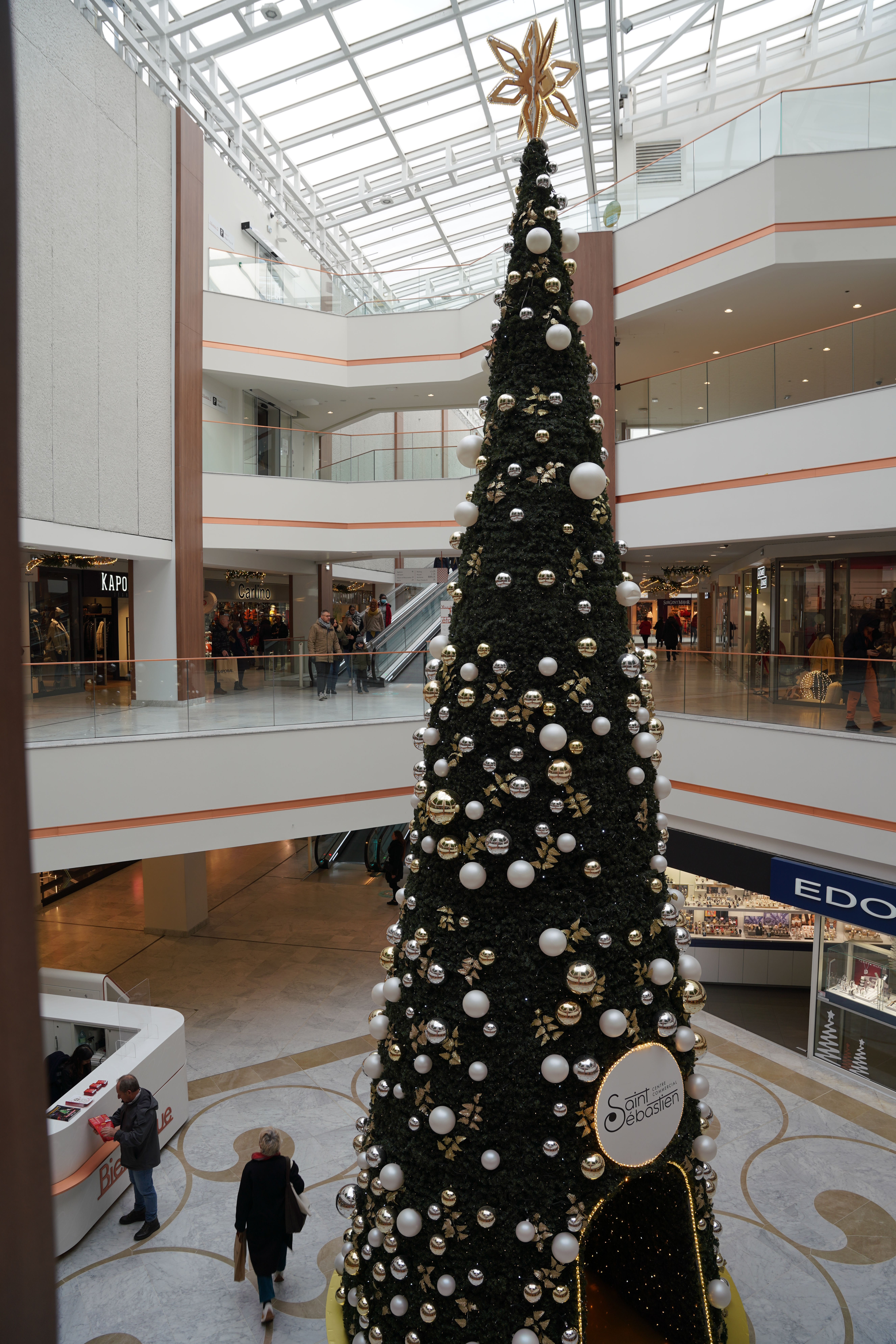
Décoration de Noël.

Le centre organise et accueille différents événements :
- uniques et sensationnels en février (saut à l'élastique en intérieur, centre transformé en discothèque, balançoire à 7m de hauteur, traversée sur une poutre...)
- la Grande Braderie en mars
- des animations pour les familles tout au long de l'année
- différentes manifestations autour du shopping
- en novembre et décembre : les décorations de noël avec sapin géant, scénettes de Noël avec automates

Le Saint Sébastien est en partenariat avec l'association "Le Mur Nancy" depuis plusieurs années. Le concept consiste à présenter un nouvel artiste chaque mois à travers la création d'une œuvre que vous pouvez retrouver sur la façade du centre, rue des Ponts.